# Nathalie Kelley
Nathalie Kelley (Lima, 5 oktober 1985) is een in Peru geboren, Australische actrice. Ze verwierf bekendheid met haar rol in de film The Fast and the Furious: Tokyo Drift.

## Biografie
Nathalie Kelley werd geboren in de Peruaanse stad Lima. Haar moeder was Peruaans en haar vader was Argentijns. Op 2-jarige leeftijd verhuisde Kelley naar Sydney, Australië.

## Filmografie

### Film
| Jaar | Titel                                 | Rol              | Notities                           |
| ---- | ------------------------------------- | ---------------- | ---------------------------------- |
| 2006 | The Fast and the Furious: Tokyo Drift | Neela            |                                    |
| 2008 | Loaded                                | April            |                                    |
| 2010 | "Just the Way You Are"                | Bruno's Geliefde | Videoclip door Bruno Mars          |
| 2011 | Urban Explorer                        | Lucia            |                                    |
| 2011 | Take Me Home Tonight                  | Beth             |                                    |
| 2012 | "Luna Llena"                          | Vampier Prinses  | Videoclip door Baby Rasta Y Gringo |
| 2013 | Infiltrators                          | Gin Cross        |                                    |

### Televisie
| Jaar       | Titel                          | Rol                | Notities                             |
| ---------- | ------------------------------ | ------------------ | ------------------------------------ |
| 2005       | Mermaid                        | Nikki              | Televisie pilot                      |
| 2010       | Lone Star                      | Sofia              | 1 aflevering                         |
| 2011       | CSI: Crime Scene Investigation | Monica Gimble      | 1 aflevering                         |
| 2011–2012  | Body of Proof                  | Dani Alverez       | seizoen 2, 10 afleveringen           |
| 2016       | The Vampire Diaries            | Sybil              | seizoen 8                            |
| 2017-2018  | Dynasty                        | Cristal Carrington | Hoofdrol. Seizoen 1, 21 afleveringen |
| 2020-heden | The Baker and The Beauty       | Noa Hamilton       | 9 afleveringen                       |